# 颶風漢娜 (2020年)
颶風漢娜（英語：Hurricane Hanna）是一年內登陸美國的六場大西洋颶風中的第一場颶風。非常活躍的2020年大西洋颶風季的第八場已命名的風暴和第一場颶風，漢娜起源於伊斯帕尼奧拉島附近的東風波發展而来。這場擾動給伊斯帕尼奧拉島、古巴和佛羅里達州的部分地區帶來了大雨。波逐漸變得更有條理，並在墨西哥灣中部發展成為熱帶低氣壓，低氣壓在7月24日增強為熱帶風暴，創下了該盆地最早出現的第八個風暴的新記錄，比之前的記錄保持者]熱帶風暴哈维早十個日曆日得名。漢娜在向德克薩斯州南部漂移時穩步增強，並於7月25日初成為本季的第一場颶風。然後在當天晚些時候协调世界时時間22:00作為高端一級颶風登陸之前開始迅速增強，最大持續風速為90英里(150 km/h)，最小中心气壓為973毫巴（hPa；28.73 英寸汞柱）。漢娜向內陸移動並轉向西南偏西時迅速減弱，最終於7月26日在墨西哥上空消散。
在佛羅里達州，漢娜的前身因离岸流導致一人死亡。漢納的外围雨帶還在墨西哥灣北部沿岸的部分地區引起了多輪雷暴。一路上，它在德克薩斯州南部和墨西哥的偏遠地區带来了多達18英寸（460）的降雨。这场風暴導致50,000多人斷電。颶風漢娜對精心建造的建築物造成輕微損壞，對較小的建築物造成嚴重損壞，並擊落電力線。在風暴登陸的得克薩斯州，據報導里奧格蘭德河谷特別是曼斯菲爾德港的財產損失嚴重。受災的首當其衝位於科珀斯克里斯蒂以南，因為風眼比原先預測的更偏南。科珀斯克里斯蒂經歷了風暴潮级洪水和熱帶風暴強度大風，而該市南部地區經歷了颶風強度的持續大風，而在墨西哥，漢娜造成的嚴重洪水導致四人死亡。總體而言，估計颶風漢娜造成的損失總計至少12億美元。

## 氣象歷史
7月11日晚，一股東風波離開非洲西海岸。伴隨波而來的對流很快被乾燥的中層空氣扼殺。該系統在這些相同的條件下繼續向西移動，沒有發展幾天。當它於7月18日掠過維爾京群島和波多黎各以北時，海浪的北側開始形成微弱但持續的淺層對流，国家飓风中心於次日清晨開始監測它是否為可能發展。當它，波动在穿過大安的列斯群島和南巴哈馬群島時速度減慢，其軸上的深層對流增加，儘管不利的上層風使其無法組織起來。然而，在7月21日下午進入墨西哥灣東南部後，東風波上層風減弱并開始逐漸變得更有組織和更清晰，7月22日形成大片低壓區。在7月23日凌晨，颶風偵察機飛入該系統，發現一個封閉的環流已經形成，並確定在當天 UTC 時間 00:00 位於南緯 210 海里處發展成熱帶低氣壓8L -密西西比河口東南部。乾燥的空氣使低氣壓在24 時內沒有增強，但在7月24日 00:00 协调世界时，低氣壓增強為熱帶風暴漢娜。新形成的系統中明顯的帶狀特徵和颶風偵察機數據表明當天03:00协调世界时左右新生風暴內的熱帶風暴強度風證實了這一點。漢娜是有記錄以來最早出現的第8場風暴，超越了2005一周多的熱帶風暴哈維。
儘管是一場被乾燥空氣包圍的龐大而蔓延的風暴，但漢娜在接近德克薩斯州時繼續穩步增強，其增強速度超過預期，無視了預測。這導致漢娜比原先預測的更向南踴躍。 7月24日协调世界时時間19點44分左右的微波圖像顯示，在顯著改善的對流核心內有一個正在發育的中層風眼。隨著系統向西南偏西移動並且在7月25 日12:00协调世界时，漢娜增強為颶風，這些特徵繼續組織並變得更好定義。儘管陸地互動增加，漢娜还是進一步加強，在雷達和衛星圖像上發展了30-35公里的风眼。在世界標準時間18:00達到90英里/小時（150公里/小時）的巅峰強度和973毫巴的气压，風暴在德克薩斯州帕德里島登陸，在22:00UTC。漢娜隨後越過馬德雷湖，在德克薩斯州的凱內迪縣進行了第二次登陸。在U协调世界时時間23:15，位於德克薩斯州曼斯菲爾德港以北10分鐘，風速相同，虽然气壓已上升了1毫巴。進入內陸後，漢娜迅速減弱，並於7月26日协调世界时時間06:00成為熱帶風暴。同日协调世界时時間12:00左右，減弱的漢娜進入墨西哥東北部，並在协调世界时時間18:00降至熱帶低氣壓狀態。位於墨西哥蒙特雷附近，當時諮詢的責任被轉移到天氣預報中心。氣預報中心的最後一次建議於當天晚些時候發布，漢娜於7月27日协调世界时時間00:00在山區消散。

## 防響措施

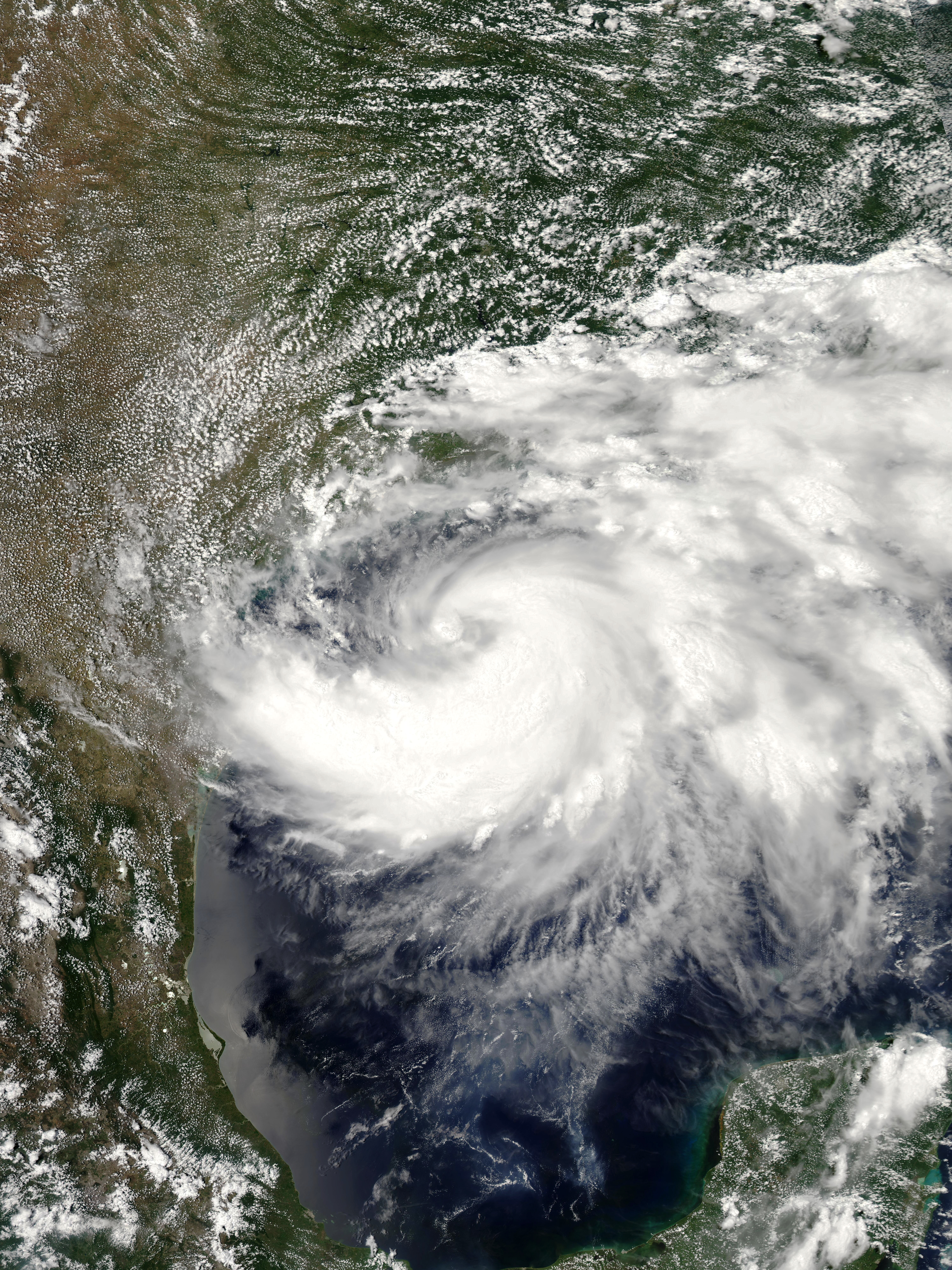
7月24日，在墨西哥灣上空增強的熱帶風暴漢娜

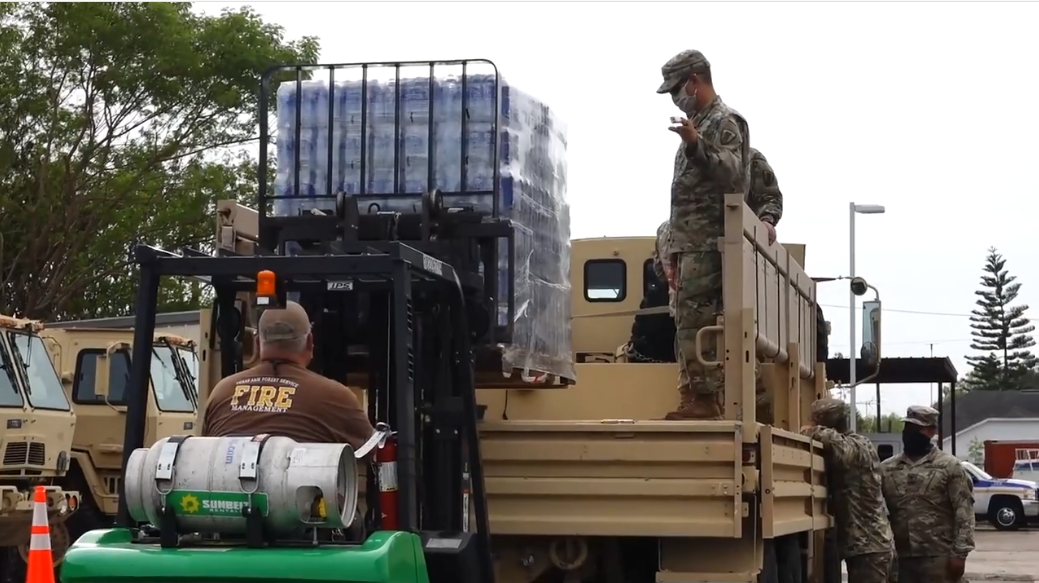
德克薩斯州國民警衛隊在颶風漢娜來臨前卸載物資。

美國國家氣象局於协调世界时7月23日03:00首次向曼斯菲爾德港和高島之間的德克薩斯海岸發布熱帶風暴觀察預警，當時熱帶低氣壓8L（颶風汉娜的前兆）首次被指定。德克薩斯州應急管理部組織了州機構的人員和資產，以協助當地為即將到來的風暴做好準備。其中包括來自得克萨斯农工大学和德克薩斯公共安全部的搜救小組。公共安全部還提供了用於類似目的的飛機，主要是直升機。搜救和清理人員也為漢娜的後果做好了準備，美國海岸警衛隊敦促海員清理德克薩斯州海岸附近的水域，並將大型船隻在內陸碼頭帶到安全的地方。雖然預計漢娜不會對休斯頓地區構成重大威脅，但當地應急管理部門已將高水位救援卡車和工作人員置於待命狀態此外，還針對德克薩斯州東南部的部分地區發布了龍捲風預警。
帕德里島國家海岸和努埃塞斯河沿岸的海灘以及科珀斯克里斯蒂周圍的墨西哥灣因預計會出現風暴增強的潮汐而關閉。在風暴經過期間，德克薩斯農工大學科珀斯克里斯蒂分校和德爾馬學院都限制了運營。
漢娜威脅得克薩斯州，同時與2019冠状病毒病疫情相關的病毒病例增加。科珀斯克里斯蒂市至少有一间2019冠状病毒病免下車測試站點被關閉，為漢納做準備，而大流行限制了里奧格蘭德河谷的應急管理人員數量。科珀斯克里斯蒂地區交通管理局和下里奧格蘭德河谷發展委員會都取消了兩天的巴士服務。科珀斯克里斯蒂港於7月24日禁止所有船舶通行，科珀斯克里斯蒂國際機場]於7月25日取消了大部分航班。

由於“災難性洪水”的威脅，伊達爾戈縣的縣法官理查德·科爾特斯在7月25日宣布當地處於持續7天的災難狀態。卡梅倫縣和聖帕特里西奧縣也宣布進入災難狀態。當天晚些時候，在漢娜襲擊該州之前不久，德克薩斯州州長格雷格·阿博特向德克薩斯州南部的32個縣發布了災難聲明。雅培還呼籲聯邦緊急事務管理局發布聯邦災難聲明和公共援助。在漢娜到來之前，幾個縣市都分發了沙袋。威拉西縣官員建議從曼斯菲爾德港疏散人們。巴芬灣、洛約拉海灘、里卡多和里維埃拉的自願撤離令由克雷伯縣 法官魯迪·馬德里發布，疏散避難所在里奧格蘭德河谷開放。在 H.M. 的金斯維爾(德克薩斯州金斯維爾開設了一個聯邦緊急事務管理署圓頂作為避難所。在美國紅十字會的幫助下，聖安東尼奧的國王高中和弗里曼體育館被重新用作疏散人員的接待中心。德克薩斯州國民警衛隊和州政府機構派出17個小組對撤離人員進行2019冠状病毒病检验。在新萊昂的瓜達盧佩，作為預防措施，墨西哥聯賽的一場足球比賽被推遲。

## 影響

### 德克萨斯州

從天氣雷達視圖里的颶風漢娜在德克薩斯州第二次登陸

在風暴登陸德克薩斯州，格蘭德河谷和周邊地區的約194,000名居民因漢娜而斷電。漢納還带来了幾英寸的降雨，在同一地區造成了大範圍的山洪暴發，同時還導致樹木倒塌和房屋屋頂被撕裂。陣風高達110英里/小時（175公里/小時），風暴潮在登陸時高達6.24英尺（2米）。由於強風和風暴潮，科珀斯克里斯蒂的鮑勃霍爾碼頭受到了廣泛的破壞，最終部分倒塌。南德克薩斯藝術博物館的一樓和德克薩斯州立水族館的戶外展覽被科珀斯克里斯蒂灣的風暴潮淹沒。由於該地區2019冠状病毒病疫情病例激增，受漢娜影響的地區已經陷入困境。海岸線上的幾個碼頭和船隻嚴重受損。三人不得不從海岸外碼頭的一艘正在下沉的帆船中獲救。許多街道和高速公路後來在7月25日和26日的大部分時間裡都無法進入。

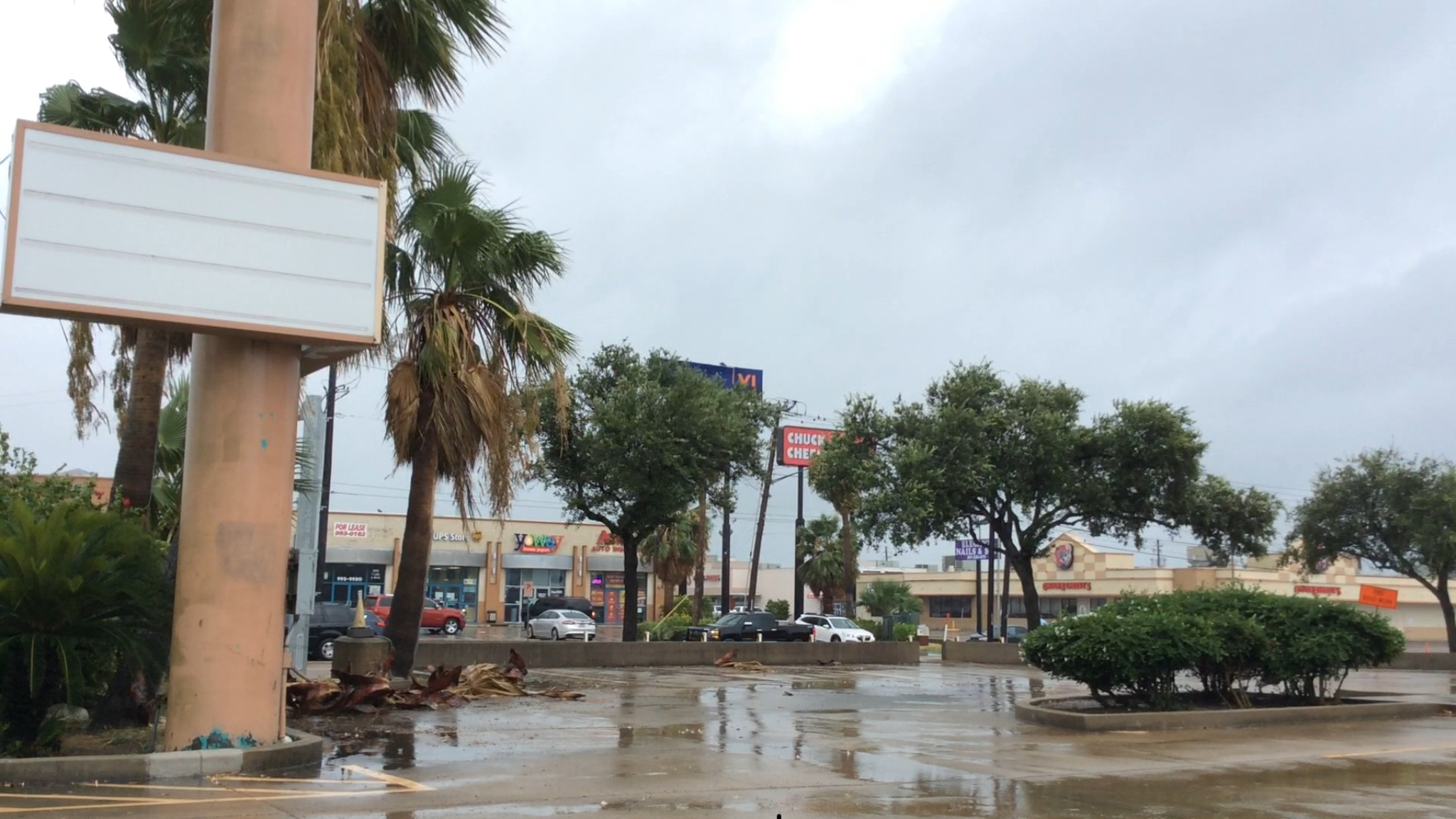
颶風漢娜在風暴期間在德克薩斯州科珀斯克里斯蒂市造成的破壞。

漢娜造成了嚴重的農作物損失，總額達1.766億美元（2020美元）。在曼斯菲爾德港，40%的房屋受到嚴重的結構損壞。 Laguna Madre附近，一些船庫被強風損壞。由於漢娜的雨帶，米申、麦卡伦和韦斯拉科等城市也面臨山洪暴發的緊急状态。由於洪水，米申的道路變得無法通行。在羅馬，一個加油站的鐵皮屋頂被炸毀。在麥卡倫，一個快餐店的招牌被推倒，一條運河氾濫成災，淹沒了許多道路。在洛斯巴雷拉斯，一個車棚的屋頂被吹走。
隨著漢娜進一步向內陸移動並於7月26日減弱，風暴在德克薩斯州南部釋放出大量降雨，降雨總量達到15英寸（280毫米）。此外，漢娜的外圍帶在德克薩斯州南部引起了廣泛的龍捲風警告，五場EF0龍捲風被確認已經著陸。其中一場龍捲風短暫降落並損壞了布朗斯維爾/南帕德里島國際機場的兩所房屋和一個機庫，並位移了一架波音737飛機。即使在登陸後一天，科珀斯克里斯蒂海岸附近的大部分地區仍然被風暴潮和山洪淹沒。在躲避風暴後，數千名美國電力公司的工作人員為恢復供電工作了數天，但由於高水位而被推遲到一些地區，特別是在里奧格蘭德河谷。截至 2020年9月14日，經濟損失估計在7.75億美元或以上。

### 墨西哥
7月26日，蒙特雷的街道在降級為熱帶風暴後被漢娜淹沒。新萊昂州、科阿韋拉州和塔毛利帕斯州的其他地區也受到了類似的影響。蒙特雷和鄰近地區的大部分電力被切斷，而連接蒙特雷和塔毛利帕斯州雷諾薩的道路因洪水而關閉。在与布朗斯維爾 (德克薩斯州)接壤的馬塔莫羅斯市，大雨和大風損壞了難民營中的帳篷，那里約有1,300名尋求庇護者。雷諾薩是墨西哥受災最嚴重的城市之一，有45個街區遭到破壞，2人死亡，200人因漢娜的影響而流離失所。其中一人死亡是因為受害者癲癇發作後在漢娜的洪水中淹死。7月26日，一家婦產醫院被淹。
據報導，一名11歲的兒童在蒙特雷落入一條氾濫的溪流後失踪，據報導，該地區洪水氾濫，樹木倒塌。一名35歲的婦女和她的女兒在科阿韋拉州的拉莫斯阿里斯佩身亡。 墨西哥的總經濟損失至少為1億美元。

### 其它地区
漢娜的前身擾動給伊斯帕尼奧拉島、佛羅里達群島和古巴的部分地區帶來了大雨。在彭萨科拉 (佛罗里达州)，一名33歲的警察副手在桑德斯廷海灘試圖救他10歲的兒子時被激流淹死。在路易斯安那州、密西西比州、阿拉巴馬州和佛羅里達狹地的部分地區，漢納的外圍帶來了強降雨，甚至威脅到新奧爾良的街道洪水。

## 善後
由於該州南部的財產遭到嚴重破壞，州長格雷格·阿博特向受風暴影響的32個縣發布了災難聲明。聯邦緊急事務管理局 和唐納德·特朗普總統批准了一項關於公共援助的聯邦緊急聲明請求。這使聯邦政府能夠提供緊急保護措施，例如聯邦援助和報銷大規模護理，包括以75%的聯邦資金提供撤離和庇護所支持。漢娜登陸3天后，州長格雷格·阿博特訪問了科珀斯克里斯蒂，並讚揚了漢娜的準備工作，稱德克薩斯州沒有因風暴而死亡。
最初有媒體稱，由於在漢娜期間受到嚴重破壞，將提供賄賂來鮑勃勃·霍爾碼頭。但是，截至2021年1月，該縣無法為碼頭獲得聯邦緊急事務管理局資金。.

### 墨西哥
顯示美墨边界围栏部分倒塌的視頻在社交媒體上被廣泛分享，原因歸因於漢娜的大風；美國陸軍工兵部隊後來澄清說，坍塌事件發生在一個多月前，發生在新墨西哥州，與漢娜完全無關。由於缺乏對漢娜的警告，馬塔莫羅斯營地的尋求庇護者感到憤怒。全球響應管理和馬塔莫羅斯資源中心的一名工作人員表示，除了一些帳篷外，沒有任何損壞，他們希望為尋求庇護者營地的居民提供基本人權。